# Campeonato Mundial de Esqui Estilo Livre de 2011 - Ski cross feminino
A prova do ski cross feminino do Campeonato Mundial de Esqui Estilo Livre de 2011 foi disputada entre os dias 3 a 4 de fevereiro em Wasatch Range nos Estados Unidos. Participaram 24 atletas de 13 países.

## Medalhistas
| Ouro               | Prata              | Bronze              |
| Kelsey Serwa (CAN) | Julia Murray (CAN) | Anna Holmlund (SWE) |

## Resultados

### Qualificação
24 atletas participaram do processo qualificatório. Os 23 melhores avançaram para as oitavas de final.
| Pos. | Bib | Atleta                  | Nacionalidade | Tempo   | Notas |
| ---- | --- | ----------------------- | ------------- | ------- | ----- |
| 1    | 6   | Heidi Zacher            | Alemanha      | 1:06.58 | Q     |
| 2    | 7   | Marte Hoeie Gjefsen     | Áustria       | 1:06.80 | Q     |
| 3    | 3   | Anna Woerner            | Alemanha      | 1:06.96 | Q     |
| 4    | 16  | Kelsey Serwa            | Canadá        | 1:06.96 | Q     |
| 5    | 4   | Fanny Smith             | Suíça         | 1:07.12 | Q     |
| 6    | 1   | Anna Holmlund           | Suécia        | 1:07.23 | Q     |
| 7    | 8   | Julia Murray            | Canadá        | 1:07.69 | Q     |
| 8    | 11  | Ophelie David           | França        | 1:07.69 | Q     |
| 9    | 10  | Nikol Kucerova          | Chéquia       | 1:07.69 | Q     |
| 10   | 9   | Danielle Poleschuk      | Canadá        | 1:07.90 | Q     |
| 11   | 12  | Katrin Müller           | Suíça         | 1:08.02 | Q     |
| 12   | 14  | Jenny Owens             | Austrália     | 1:08.13 | Q     |
| 13   | 19  | Marielle Thompson       | Canadá        | 1:09.11 | Q     |
| 14   | 22  | Karolina Riemen         | Polónia       | 1:09.15 | Q     |
| 15   | 13  | Julie Brendengen Jensen | Noruega       | 1:09.27 | Q     |
| 16   | 18  | Katya Crema             | Austrália     | 1:09.30 | Q     |
| 17   | 5   | Katrin Ofner            | Áustria       | 1:09.62 | Q     |
| 18   | 2   | Sami Kennedy            | Austrália     | 1:09.64 | Q     |
| 19   | 20  | Emily Sarsfield         | Reino Unido   | 1:09.83 | Q     |
| 20   | 21  | Yulia Livinskaya        | Rússia        | 1:09.85 | Q     |
| 21   | 24  | Sarah Sauvey            | Reino Unido   | 1:11.39 | Q     |
| 22   | 33  | Reina Umehara           | Japão         | 1:11.69 | Q     |
| 23   | 15  | Andrea Limbacher        | Áustria       | 1:18.62 | Q     |
|      |     | Hedda Berntsen          | Noruega       |         | DNS   |

### Eliminatória
As 23 melhores patinadoras avançaram para as oitavas de final. 

#### Oitavas de final
Nessa etapa as 23 atletas formaram grupos de 3 atletas cada com as duas melhores corridas de cada grupo avançando para as quartas de final.
| Pos. | Bib | Atleta       | Nacionalidade | Notas |
| ---- | --- | ------------ | ------------- | ----- |
| 1    | 1   | Heidi Zacher | Alemanha      | Q     |
| 2    | 17  | Katrin Ofner | Áustria       | Q     |
| 3    | 16  | Katya Crema  | Austrália     |       |

| Pos. | Bib | Atleta       | Nacionalidade | Notas |
| ---- | --- | ------------ | ------------- | ----- |
| 1    | 5   | Fanny Smith  | Suíça         | Q     |
| 2    | 12  | Jenny Owens  | Austrália     | Q     |
| 3    | 21  | Sarah Sauvey | Reino Unido   |       |

| Pos. | Bib | Atleta          | Nacionalidade | Notas |
| ---- | --- | --------------- | ------------- | ----- |
| 1    | 3   | Anna Woerner    | Alemanha      | Q     |
| 2    | 14  | Karolina Riemen | Polónia       | Q     |
| 3    | 19  | Emily Sarsfield | Reino Unido   |       |

| Pos. | Bib | Atleta             | Nacionalidade | Notas |
| ---- | --- | ------------------ | ------------- | ----- |
| 1    | 8   | Danielle Poleschuk | Canadá        | Q     |
| 2    | 9   | Julia Murray       | Canadá        | Q     |
| 3    | 9   | Andrea Limbacher   | Áustria       |       |

| Pos. | Bib | Atleta         | Nacionalidade | Notas |
| ---- | --- | -------------- | ------------- | ----- |
| 1    | 8   | Ophelie David  | França        | Q     |
| 2    | 9   | Nikol Kucerova | Chéquia       | Q     |

| Pos. | Bib | Atleta            | Nacionalidade | Notas |
| ---- | --- | ----------------- | ------------- | ----- |
| 1    | 4   | Kelsey Serwa      | Canadá        | Q     |
| 2    | 13  | Marielle Thompson | Canadá        | Q     |
| 3    | 20  | Yulia Livinskaya  | Rússia        | DNF   |

| Pos. | Bib | Atleta        | Nacionalidade | Notas |
| ---- | --- | ------------- | ------------- | ----- |
| 1    | 6   | Anna Holmlund | Suécia        | Q     |
| 2    | 11  | Katrin Müller | Suíça         | Q     |
| 3    | 22  | Reina Umehara | Japão         |       |

| Pos. | Bib | Atleta              | Nacionalidade | Notas |
| ---- | --- | ------------------- | ------------- | ----- |
| 1    | 2   | Marta Hoeie Gjefsen | Noruega       | Q     |
| 2    | 15  | Julie Jensen        | Noruega       | Q     |
| 3    | 18  | Sami Kennedy        | Austrália     | DNF   |

#### Quartas de final
Nessa etapa os 16 qualificados formaram grupos de 4 atletas com os dois melhores avançando de fase até a final.
| Pos. | Bib | Atleta         | Nacionalidade | Notas |
| ---- | --- | -------------- | ------------- | ----- |
| 1    | 1   | Heidi Zacher   | Alemanha      | Q     |
| 2    | 17  | Katrin Ofner   | Áustria       | Q     |
| 3    | 9   | Nikol Kucerova | Chéquia       |       |
| 4    | 8   | Ophelie David  | França        | DNF   |

| Pos. | Bib | Atleta          | Nacionalidade | Notas |
| ---- | --- | --------------- | ------------- | ----- |
| 1    | 7   | Anna Holmlund   | Suécia        | Q     |
| 2    | 14  | Karolina Riemen | Polónia       | Q     |
| 3    | 11  | Katrin Müller   | Suíça         |       |
| 4    | 3   | Anna Woerner    | Alemanha      |       |

| Pos. | Bib | Atleta            | Nacionalidade | Notas |
| ---- | --- | ----------------- | ------------- | ----- |
| 1    | 12  | Jenny Owens       | Austrália     | Q     |
| 2    | 4   | Kelsey Serwa      | Canadá        | Q     |
| 3    | 13  | Marielle Thompson | Canadá        |       |
| 4    | 5   | Fanny Smith       | Suíça         | DNF   |

| Pos. | Bib | Atleta              | Nacionalidade | Notas |
| ---- | --- | ------------------- | ------------- | ----- |
| 1    | 2   | Marte Hoeie Gjefsen | Noruega       | Q     |
| 2    | 7   | Julia Murray        | Canadá        | Q     |
| 3    | 15  | Julie Jensen        | Noruega       |       |
| 4    | 5   | Fanny Smith         | Suíça         | DNF   |

#### Semifinal
| Pos. | Bib | Atleta       | Nacionalidade | Notas |
| ---- | --- | ------------ | ------------- | ----- |
| 1    | 4   | Kelsey Serwa | Canadá        | Q     |
| 2    | 17  | Katrin Ofner | Áustria       | Q     |
| 3    | 12  | Jenny Owens  | Austrália     |       |
| 4    | 1   | Heidi Zacher | Alemanha      | DNF   |

| Pos. | Bib | Atleta              | Nacionalidade | Notas |
| ---- | --- | ------------------- | ------------- | ----- |
| 1    | 7   | Anna Holmlund       | Suécia        | Q     |
| 2    | 6   | Julia Murray        | Canadá        | Q     |
| 3    | 14  | Karolina Riemen     | Polónia       |       |
| 4    | 2   | Marte Hoeie Gjefsen | Noruega       | DNF   |

#### Final
| Pos. | Bib | Atleta              | Nacionalidade | Notas |
| ---- | --- | ------------------- | ------------- | ----- |
| 5    | 12  | Jenny Owens         | Austrália     |       |
| 6    | 14  | Karolina Riemen     | Polónia       |       |
| 7    | 1   | Heidi Zacher        | Alemanha      |       |
| 8    | 2   | Marte Hoeie Gjefsen | Noruega       |       |

| Pos.              | Bib | Atleta        | Nacionalidade | Notas |
| ----------------- | --- | ------------- | ------------- | ----- |
| Medalha de ouro   | 4   | Kelsey Serwa  | Canadá        |       |
| Medalha de prata  | 7   | Julia Murray  | Canadá        |       |
| Medalha de bronze | 6   | Anna Holmlund | Suécia        |       |
| 4                 | 17  | Katrin Ofner  | Áustria       |       |

Legenda
| Recorde mundial       | Recorde mundial (World record)               |                       | Recorde africano                      | Recorde africano (African) |                                           | Q | Classificado por posição (Qualified) |
| Recorde do campeonato | Recorde do campeonato (Championship record)  | Recorde da América    | Recorde da América (Americas)         | q                          | Classificado por melhor tempo (Qualified) |   |                                      |
| Melhor marca do ano   | Melhor marca do ano (World leading)          | Recorde asiático      | Recorde asiático (Asian)              | DNS                        | Não largou (Did not start)                |   |                                      |
| Recorde nacional      | Recorde nacional (National record)           | Recorde europeu       | Recorde europeu (European)            | DNF                        | Não terminou (Did not finish)             |   |                                      |
| Recorde pessoal       | Recorde pessoal do atleta (Personal best)    | Recorde da Oceania    | Recorde da Oceania (Oceania)          | DSQ / DQ                   | Desclassificado (Disqualified)            |   |                                      |
| Recorde da temporada  | Recorde da temporada do atleta (Season best) | Recorde sul-americano | Recorde sul-americano (South America) | NM                         | Sem marca (No mark)                       |   |                                      |